# بيتسو
بيتسو (بالإيطالية: Pizzo)‏ هي بلدية وميناء بحري وكومونا في مقاطعة فيبو فالينتيا في إقليم كالابريا في جنوب إيطاليا، تقع على منحدر حاد يَطل على خليج سانتا إفيميا.
يُشكل الصّيد النشاط الرئيسي في المنطقة، وأهمها صيد التونة والمرجان.

## السكان
في سنة 1861 بلغ عدد السكان 7٬703 نسمة، وتطور العدد ليصل في سنة 2011 لـ 8٬885 نسمة.
يظهر هذا المخطط البياني تطور النمو السكاني لـ بيتسو

## التسمية
اسم بيتسو (Pizzo) تعني منقار الطائر أو نقطة إسقاط.

## التاريخ
تقع بيتسو في كالابريا التي تضم العديد من المناطق القديمة فيها. قام بتأسيس المدينة مُستَعمرين قدِموا من مناطق غير معروفة في ماجنا غراسيا، ولكن لا يوجد حالياً أي وثائق أو أدلة أثرية لدعم ذلك. لذلك يبدأ تاريخ بيتسو في سنة 1300 ميلادي بوجود تجمع للرهبان الباسيلية وحصن وقرية صيد أسماك.

## المعالم السياحية
تحتوي المدينة على قلعة قديمة بناها أراغون في القرن الخامس عشر الميلادي. والتي قُتل فيها يواكيم مورات ملك نابولي بإطلاق نار في 13 أكتوبر 1815.

## أعلام
- يواكيم مورات